# Västra Fjärdskär, Åland
Västra Fjärdskär är en ö i Åland (Finland). Den ligger i Skärgårdshavet och i kommunen Vårdö i landskapet Åland, i den sydvästra delen av landet. Ön ligger omkring 39 kilometer nordöst om Mariehamn och omkring 260 kilometer väster om Helsingfors.
Öns area är 5,4 hektar och dess största längd är 440 meter i sydöst-nordvästlig riktning. Ön höjer sig omkring 10 meter över havsytan.